# Епархия Тулы
Епархия Тулы (лат. Dioecesis Tullanensis) — епархия Римско-католической церкви с центром в городе Тула-де-Альенде, Мексика. Епархия Тулы входит в митрополию Тулансинго. Кафедральным собором епархии Тулы  является церковь святого Иосифа. 

## История
27 февраля 1961 года Римский папа Иоанн XXIII выпустил буллу «Postulant quandoque», которой учредил епархию Тулы, выделив её из архиепархии Тулансинго. В этот же день епархию Тулы вошла в митрополию Мехико.
25 ноября 2006 года епархия Тулы вошла в митрополию Тулансинго.

## Ординарии епархии
- епископ José de Jesús Sahagún de la Parra (22.05.1961 – 11.09.1985)
- епископ José Trinidad Medel Pérez (22.05.1986 – 4.03.1993) – назначен архиепископом Дуранго
- епископ Octavio Villegas Aguilar (27.04.1994 – 29.12.2005)
- епископ Juan Pedro Juárez Meléndez (12.10.2006 – по настоящее время)

## Источник
- Annuario Pontificio, Ватикан, 2005
- Bolla Postulant quandoque, AAS 53 (1961), p. 599  (лат.)